# مارک کارلتون اسمیت
مارک کارلتون اسمیت (انگلیسی: Mark Carleton-Smith؛ زادهٔ ۹ فوریهٔ ۱۹۶۴) ژنرال بازنشسه نیروی زمینی بریتانیا است، که در فاصله سال‌های ۲۰۱۸ تا ۲۰۲۲ به‌عنوان چهل و یکمین رئیس ستاد کل بریتانیا (فرمانده کل ارتش بریتانیا) فعالیت می‌کرد.
اسمیت فعالیت نظامی را از سال ۱۹۸۲ در گارد ایرلندی آغاز کرد، از ۲۰۰۲ تا ۲۰۰۵ فرمانده سرویس هوایی ویژه بود، از ۲۰۰۷ تا ۲۰۰۸ فرماندهی تیپ ۱۶ هوابرد را برعهده داشت، در فاصله سال‌های ۲۰۱۲ تا ۲۰۱۵ به‌عنوان مدیر نیروی ویژه بریتانیا فعالیت می‌کرد و از ۲۰۱۶ تا ۲۰۱۸ معاون عملیات رئیس ستاد دفاع بریتانیا بود.
وی در درگیری‌های ایرلند شمالی، جنگ خلیج فارس، جنگ کوزوو، جنگ عراق و جنگ در افغانستان حضور داشت و در سال ۲۰۲۲ پس از ۴۰ سال خدمت، از نیروهای مسلح بریتانیا بازنشسه شد.